# Спортски и културни центар Донгфенг Нисан
Спортски и културни центар Донгфенг Нисан (кин. 东莞篮球中心, енг. Dongfeng Nissan Cultural and Sports Centre) се зове због спонзорских разлога, то је затворена арена смештена у Дунгуану, у Кини. Користи се углавном за кошаркашке утакмице и концерте. Гуангдонг - Јужни тигрови који играју прву кинеску кошаркашку лигу су корисници арене.
Кошаркашки центар Дунгуан отворен је 31. августа 2014. Јао Мингова фондација „Јао” за хуманитарну акцију 2014, у којој су учествовали Тони Паркер, Шејн Батије, Кајл Лендри, Трој Данијелс, Ванг Зелин, Гуо Аилун и Зоу Пенг, одржана на дан отварања арене. Преименован је у Спортски и културни центар Донгфенг Нисан истог дана када је Донгфенг Нисан Компанија за производњу аутомобила купила је права на именовање Центра. Гуангдонг - Јужни тигрови играли су у Донгфенг Нисан центру у доигравању 2014–15. 
У Спортском и културном центру Донгфенг Нисан се играо Судирман Куп 2015. између 10. и 17. маја 2015. године.